# Paul Ghițiu
Paul Ghițiu este un fost senator român în legislatura 1996-2000 ales în Municipiul București pe listele partidului PAR. Paul Ghițiu a fost membru în grupurile parlamentare de prietenie cu India, Republica Panama și Republica Austria. 